# ミロシュ・ヴリッチ
ミロシュ・ヴリッチ（セルビア語: Милош Вулић, Miloš Vulić、1996年8月19日 - ）は、セルビアのサッカー選手。FCクロトーネ所属。ポジションはMF。

## クラブ歴
クルシェヴァツに生まれ、地元のFKナプレダク・クルシェヴァツの下部組織から2013年にトップチームに昇格した。2018年5月5日のパルチザン・ベオグラード戦ではアシストを記録し、試合を引分に持ち込んだ。2017-18シーズンには30試合5得点の成績を残し、主将を任されるなど中心選手として活躍した。
2018年12月21日にレッドスター・ベオグラードに3年契約で移籍。2019年9月18日のUEFAチャンピオンズリーグ 2018-19 グループリーグのFCバイエルン・ミュンヘン戦で途中出場しUEFAチャンピオンズリーグ初出場となったが、3-0で敗れた。10月1日の同大会、オリンピアコスFC戦でも途中出場し得点を記録、3-1の勝利に貢献し、自身もUEFAチャンピオンズリーグ初得点となった。
2020年9月5日、FCクロトーネに完全移籍することが発表された。

## 代表経歴
2021年6月7日、ジャマイカ代表との親善試合で代表デビュー。